# Теллуровая кислота
Теллуровая кислота — слабая многоосновная неорганическая кислота состава H6TeO6 (H2TeO4•2H2O), соответствующая высшей степени окисления теллура (+6).

## Физические свойства
Бесцветные кристаллы, растворимые в воде, не растворяются в концентрированной азотной кислоте.

## Получение
Получают взаимодействием элементарного теллура с 30%-м раствором перекиси водорода при нагревании на водяной бане. При температуре ниже 10 °С выделяется из раствора в виде кристаллогидрата H6TeO6•4H2O.
Соли теллуровой кислоты могут быть получены растворением оксида теллура(VI) в концентрированных растворах щелочей либо сплавлением теллуритов с КNО3.

## Химические свойства
Слабая кислота; К1 = 2•10−8, К2 = 1•10−11.
Относительно неустойчива; при нагревании до 140 °С образует аллотеллуровую кислоту — вязкую хорошо смешивающуюся с водой жидкость, представляющую собой, по-видимому, раствор смеси полимерных теллуровых кислот.
Выше 200°С распадается на оксид теллура(VI) и воду:
{\displaystyle {\mathsf {H_{6}TeO_{6}\xrightarrow {200^{\circ }C} TeO_{3}+3H_{2}O}}}
Соли теллуровой кислоты — теллураты. На металл могут замещаться все атомы водорода, поэтому известны как частично (Na2H4TeO6), так и полностью замещённые (Na6TeO6) производные.
При сплавлении с гидроксидом натрия образует ортотеллурат натрия Na6TeO6:
{\displaystyle {\mathsf {H_{6}TeO_{6}+6NaOH\xrightarrow {t^{\circ }} Na_{6}TeO_{6}+6H_{2}O}}}
На влажном воздухе Na6TeO6 постепенно превращается в кислую соль Na2H4TeO6•3H2O.